# Vietnagone
Genre
Vietnagone est un genre d'araignées aranéomorphes de la famille des Linyphiidae.

## Distribution
Les espèces de ce genre se rencontrent au Viêt Nam et en Chine.

## Liste des espèces
Selon World Spider Catalog (version 24, 28/01/2023) :
- Vietnagone denticulata Irfan, Zhang & Peng, 2022
- Vietnagone rugulosa (Song & Li, 2010)
- Vietnagone silvatica Tanasevitch, 2019

## Systématique et taxinomie
Ce genre a été décrit par Tanasevitch en 2019 dans les Linyphiidae.

## Publication originale
- Tanasevitch, 2019 : « A new genus and two new species of linyphiid spiders (Arachnida: Araneae) from Vietnam. » Raffles Bulletin of Zoology, vol. 67, p. 129-134.